# Jamal Simmons
Jamal Simmons (Detroit, 20 de julio de 1971) es un periodista estadounidense.

## Antecedentes
Simmons graduó en 1989 Cass Technical High School de Detroit. En 1953, obtuvo una licenciatura en historia de la Morehouse College. Simmons se graduó de la Universidad de Harvard.
Trabajó en las campañas presidenciales de Bill Clinton y Barack Obama. Durante la primera administración Clinton, trabajó con el Representante Comercial y Secretario de Comercio de Estados Unidos, Mickey Kantor.
Ha trabajado como analista político para CBS News y CNN.